# فيرنون هيلز (إلينوي)
فيرنون هيلز (بالإنجليزية: Vernon Hills, Illinois)‏ هي منطقة سكنية تقع في الولايات المتحدة في إلينوي. يقدر عدد سكانها بـ 25,113 نسمة .

## التركيبة السكانية
حدّد مكتب تعداد الولايات المتحدة بيانات التركيبة السكانية لفيرنون هيلز في تعداد الولايات المتحدة. في ما يلي، التركيبة السكانية حسب تعدادي 2000 و2010.

### تعداد عام 2000
بلغ عدد سكان فيرنون هيلز 20,120 نسمة بحسب تعداد عام 2000، وبلغ عدد الأسر 7,568 أسرة وعدد العائلات 5,312 عائلة مقيمة في القرية. في حين سجلت الكثافة السكانية 977.6 نسمة لكل كيلومتر مربع (2,532.0/ميل2). وبلغ عدد الوحدات السكنية 7,813 وحدة بمتوسط كثافة قدره 379.6 لكل كيلومتر مربع (983.2/ميل2).
وتوزع التركيب العرقي للقرية بنسبة 81.86% من البيض و1.69% من الأمريكيين الأفارقة و0.10% من الأمريكيين الأصليين و11.67% من الأمريكيين ذوي الأصول الآسيوية و0.03% من سكان جزر المحيط الهادئ و2.92% من الأعراق الأخرى و1.72% من عرقين مختلطين أو أكثر و7.19% من الهسبانيون أو اللاتينيون من أي عرق.
بلغ عدد الأسر 7,568 أسرة كانت نسبة 43.4% منها لديها أطفال تحت سن الثامنة عشر تعيش معهم، وبلغت نسبة الأزواج القاطنين مع بعضهم البعض 59.2% من أصل المجموع الكلي للأسر، ونسبة 8.4% من الأسر كان لديها معيلات من الإناث دون وجود شريك،  بينما كانت نسبة 2.6% من الأسر لديها معيلون من الذكور دون وجود شريكة وكانت نسبة 29.8% من غير العائلات. تألفت نسبة 24.8% من أصل جميع الأسر من عدة أفراد يعيشون في نفس المنزل ونسبة 5.9% كانت تتألف من شخص يعيش بمفرده يبلغ من العمر 65 عاماً أو أكثر. وبلغ متوسط حجم الأسرة المعيشية 2.66، أما متوسط حجم العائلات فبلغ 3.24.
بلغ العمر الوسطي للسكان 34.3 عاماً. وكانت نسبة 29.2% من القاطنين تحت سن الثامنة عشر، وكانت نسبة 6.4% بين الثامنة عشر والرابعة والعشرين عاماً، ونسبة 36.8% كانت واقعةً في الفئة العمرية ما بين الخامسة والعشرين والرابعة والأربعين عاماً، ونسبة 21.6% كانت ما بين الخامسة والأربعين والرابعة والستين، ونسبة 6.1% كانت ضمن فئة الخامسة والستين عاماً فما فوق. يوجد لكل 100 أنثى 93.7 ذكر، ويوجد لكل 100 أنثى في الثامنة عشر من عمرها فما فوق 89.8 ذكر.
بلغ متوسط دخل الأسرة في القرية 71,297 دولارًا، أما متوسط دخل العائلة فبلغ 83,806 دولارًا. وكان متوسط دخل الذكور 54,807 دولارًا مقابل 39,136 دولارًا للإناث. وسجل دخل الفرد الخاص بالقرية 32,246 دولارًا. وكانت نسبة 2.5% من العائلات ونسبة 2.9% من السكان تحت خط الفقر، وكان من هؤلاء نسبة 3.1% تحت سن الثامنة عشر ونسبة 6.8% في الخامسة والستين من العمر وما فوق.

### تعداد عام 2010
بلغ عدد سكان فيرنون هيلز 25,113 نسمة بحسب تعداد عام 2010، وبلغ عدد الأسر 9,517 أسرة وعدد العائلات 6,718 عائلة مقيمة في القرية. في حين سجلت الكثافة السكانية 1,220.3 نسمة لكل كيلومتر مربع (3,160.6/ميل2). وبلغ عدد الوحدات السكنية 9,956 وحدة بمتوسط كثافة قدره 483.8 لكل كيلومتر مربع (1,253.0/ميل2).
وتوزع التركيب العرقي للقرية بنسبة 71.39% من البيض و2.19% من الأمريكيين الأفارقة و0.18% من الأمريكيين الأصليين و19.34% من الأمريكيين ذوي الأصول الآسيوية و0.04% من سكان جزر المحيط الهادئ و4.77% من الأعراق الأخرى و2.09% من عرقين مختلطين أو أكثر و11.39% من الهسبانيون أو اللاتينيون من أي عرق.
بلغ عدد الأسر 9,517 أسرة كانت نسبة 40% منها لديها أطفال تحت سن الثامنة عشر تعيش معهم، وبلغت نسبة الأزواج القاطنين مع بعضهم البعض 59.5% من أصل المجموع الكلي للأسر، ونسبة 8.4% من الأسر كان لديها معيلات من الإناث دون وجود شريك،  بينما كانت نسبة 2.8% من الأسر لديها معيلون من الذكور دون وجود شريكة وكانت نسبة 29.4% من غير العائلات. تألفت نسبة 25.9% من أصل جميع الأسر من عدة أفراد يعيشون في نفس المنزل ونسبة 9.5% كانت تتألف من شخص يعيش بمفرده يبلغ من العمر 65 عاماً أو أكثر. وبلغ متوسط حجم الأسرة المعيشية 2.63، أما متوسط حجم العائلات فبلغ 3.22.
بلغ العمر الوسطي للسكان 38.5 عاماً. وكانت نسبة 26.8% من القاطنين تحت سن الثامنة عشر، وكانت نسبة 6.2% بين الثامنة عشر والرابعة والعشرين عاماً، ونسبة 28.3% كانت واقعةً في الفئة العمرية ما بين الخامسة والعشرين والرابعة والأربعين عاماً، ونسبة 29.3% كانت ما بين الخامسة والأربعين والرابعة والستين، ونسبة 9.3% كانت ضمن فئة الخامسة والستين عاماً فما فوق. وتوزع التركيب الجنسي للسكان بنسبة 48% ذكور و52% إناث.

## أعلام
- ديفيد سيمون